# Snegiri
Snegiri (en russe : Снегири) est une commune urbaine située dans le raïon Istrinski et l'oblast de Moscou, en Russie. Population : 3 177 (2010); 3 494 (2002) 4 252 (1989).